# Ґенеза (музичний гурт)
Ґенеза (англ. Geneza)  — український фолк-метал гурт, створений взимку 2013 року.

## Склад
- Павло Волошин — вокал, домра, флейта, акордеон, губна гармоніка
- Сергій Пухир — барабани
- Сергій Францев — бас-гітара
- Ігор Кузьмінський — гітара
- Василь Морозов — гітара

## Стиль
Гурт бере за основу український фольклор і  інтерпретує його у нетривіальному металевому звучанні. Тексти всіх пісень гурту - це українські народні пісні, щедрівки, українські  колискові,  стрілецькі пісні, тексти українських письменників. Музика гурту поєднує у собі велике різноманіття музичних жанрів, таких як фолк-метал, прогресивний метал, альтернативний метал, ню-метал, стоунер.

## Історія
Фолк-метал гурт «Ґенеза» створений у 2013 році в м. Кривий Ріг.
У січні 2015 року гурт зіграв свій дебютний концерт у криворізькому «Палаці Молоді та Студентів». На благодійному концерті збиралися кошти на підтримку бійців, які вирушилив захищату Україну в зону  АТО.
З початку 2016 року гурт почав активно гастролювати Україною як із клубними концертами, так і фестивалями.
Гурт відомий перемогою на фестивалі  Червона Рута 2017 (лауреат І премії в категорії «Рок-музика»). Також гурт посів перше місце на фестивалі KOZAK Fest-2019 у конкурсі «Музичний Ґерць».
5 лютого 2021 року гурт випустив дебютний кліп на пісню «Подоляночка», яка у подальшому увійде у дебютний альбом гурту.
3 серпня 2021 року гурт випускає дебютний альбом «Обрій».
9 серпня 2021 року на платформі Youtube вийшло  лірик-відео на пісню «Ой Там На Горі». 
1 жовтня 2021 року гурт відіграв концерт-презентацію альбому у  Театрі Шевченка, м. Кривий Ріг. У концерті взяв участь Хор «Ветеран» ім. Н.Д. Буценко. Разом із гуртом, хор виконав три пісні: Варенички, Вишневий Сад, Ой Там На Горі.
5 січня 2022 року гурт із піснею «Чорна Рілля» долучився до акції Так працює пам'ять, присвяченої пам'яті  Данила Дідіка і всім, хто віддав життя за незалежність України.
13 січня 2022 року виходить сингл «Щедрик». За основу пісні взятий текст двох популярних щедрівок - «Ой сивая та і зозулечка» та «Щедрик, щедрик, щедрівочка».
29 липня 2022 гурт як учасник відвідав фестиваль «Viljandi pärimusmuusika festival» (Viljandi Folk Music Fectival) в  Естонії, у місті Вільянді. В рамках фестивалю гурт зіграв два концерти (29 та 30 липня). На фестивалі гурт був єдиним представником України у цьому році. Під час виступу, на знак удячності всьому естонському народу за підтримку українців, гурт передав організатору фестивалю прапор Україні, підписаний бійцями з передової, які на той час боронили від російської агресії Херсонську область.
У 2022 році гурт почав запис другого альбому, однак під час  повномасштабної війни в Україні гурт тимчасово зупинив запис.

### Дебютний альбом «Обрій» (2021)
3 серпня 2021 року гурт випускає дебютний альбом «Обрій», в який увійшло 13 треків (11 пісень + 2 інтро). Альбом був записаний на студії гітариста гурту Василя Морозова «Divine Records» у місті Кривий Ріг. Платівка накопичувалася протягом трьох років. Як кажуть самі музиканти, платівка «Обрій» - це переосмислення народного музичного спадку. Гурт роками напрацьовував матеріал, щоб надати нове звучання українським пісням, знайомим всім українцям із дитинства. В записі альбом взяли участь гостьові музиканти: Оксана «Вишня» Дронова (пісня «Вишневий Сад»), етно-рок гурт «ЯРИ» (пісня «Ой Там На Горі»), гурт  Очеретяний Кіт (пісня «Кача»).

## Відзнаки
10 вересня 2017 року гурт перемагає на фестивалі  Червона Рута 2017. Виступ відбувся на Театральній площі міста Маріуполь.
1 червня 2019 року «Ґенеза» перемагає у конкурсі «Музичний Ґерць» на фестивалі KOZAK Fest-2019.

## Дискографія

### Альбоми
- Обрій (2021)

| Трек-лист | Трек-лист                                                                                | Трек-лист  |
| #         | Назва                                                                                    | Тривалість |
| --------- | ---------------------------------------------------------------------------------------- | ---------- |
| 1.        | «Ранкове Інтро / Morning Intro»                                                          |            |
| 2.        | «Реве та Стогне / Reve & Stoner»                                                         |            |
| 3.        | «Полуденне Інтро / Noon Intro»                                                           |            |
| 4.        | «Варенички / Varenychky»                                                                 |            |
| 5.        | «Колискова / Kolyskova»                                                                  |            |
| 6.        | «Вишневий Сад / Vyshnevyi Sad - feat. Оксана 'Вишня' Дронова / Oksana 'Vyshnia' Dronova» |            |
| 7.        | «Козак Містом / Kozak Mistom»                                                            |            |
| 8.        | «Чорна Рілля / Chorna Rillia»                                                            |            |
| 9.        | «Калина / Kalyna»                                                                        |            |
| 10.       | «Кача / Kacha - feat. Очеретяний Кіт / Ocheretianyi Kit»                                 |            |
| 11.       | «Подоляночка / Podolianochka»                                                            |            |
| 13.       | «Ой Там на Горі / Oy Tam na Hori - feat. Яри / Yary»                                     |            |
| 112.      | «Женці / Djentsi»                                                                        |            |

### Сингли
- Щедрик (2022)